# إدوارد بارتو
إدوارد بارتو (بالإنجليزية: Edward Bartow)‏ هو كيميائي أمريكي، ولد في 12 يناير 1870، وتوفي في 12 أبريل 1958 في آيوا سيتي في الولايات المتحدة.